# Howhannes Dawtjan
Howhannes Dawtjan (armenisch Հովհաննես Դավթյան; * 25. November 1983 in Leninakan, Armenische SSR, Sowjetunion) ist ein ehemaliger armenischer Judoka, der 2009 Weltmeisterschaftsdritter war. Bei Europameisterschaften gewann er zwei Silber- und zwei Bronzemedaillen.

## Sportliche Karriere
Der 1,73 m große Howhannes Dawtjan kämpfte im Superleichtgewicht, der Gewichtsklasse bis 60 Kilogramm. Bei den Europameisterschaften 2007 in Belgrad erreichte er mit einem Sieg über den Aserbaidschaner Nicat Şıxəlizadə das Finale, das er gegen den Russen Ruslan Kischmachow verlor. Im April 2008 belegte er den siebten Platz bei den Europameisterschaften 2008. Bei den Olympischen Spielen 2008 in Peking schied er im Achtelfinale gegen den Nordkoreaner Kim Kyong-jin aus. Im April 2009 unterlag Dawtjan bei den Europameisterschaften 2009 im Auftaktkampf dem Russen Arsen Galstjan. Bei den Weltmeisterschaften 2009 in Rotterdam verlor Dawtjan im Viertelfinale gegen den Japaner Hiroaki Hiraoka. In der Hoffnungsrunde bezwang er den Tschechen Pavel Petřikov, im Kampf um Bronze besiegte er den Iraner Vahid Sarlak. Im November 2009 siegte Dawtjan bei den armenischen Meisterschaften.
Bei den Europameisterschaften 2010 unterlag Dawtjan im Viertelfinale dem Russen Beslan Mudranow. In der Hoffnungsrunde bezwang er Pavel Petřikov, den Kampf um Bronze verlor er gegen den Italiener Elio Verde. 2011 erreichte er das Finale beim Grand Slam in Paris, dort unterlag er dem Usbeken Rishod Sobirov. Sechs Monate später unterlag er bei den Weltmeisterschaften in Paris im Viertelfinale Hiroaki Hiraoka, nach seiner Niederlage gegen den Ukrainer Heorhij Santaraja belegte er den siebten Platz. Mit einem Halbfinalsieg über Santaraja bei den Europameisterschaften 2012 erreichte Dawtjan das Finale, dort unterlag er Beslan Mudranow. Bei den Olympischen Spielen in London gewann er in den ersten drei Runden gegen den Deutschen Tobias Englmaier, den Aserbaidschaner İlqar Müşkiyev und den Kasachen Jerkebulan Qossajew. Im Viertelfinale unterlag er Elio Verde und in der Hoffnungsrunde dem Franzosen Sofiane Milous.
2014 bei den Europameisterschaften in Montpelier unterlag Dawtjan im Viertelfinale dem Georgier Amiran Papinaschwili, den Kampf um Bronze gewann er gegen Orxan Səfərov aus Aserbaidschan. Im Juni 2015 fanden die Europameisterschaften im Rahmen der Europaspiele 2015 in Baku statt. Nach Niederlagen gegen den Spanier Francisco Garrigós im Viertelfinale und den Schweizer Ludovic Chammartin belegte Dawtjan den siebten Platz. Ein Jahr später bei den Europameisterschaften in Kasan unterlag er im Viertelfinale dem Italiener Elios Manzi. Mit Siegen über den Niederländer Jeroen Mooren und den Türken Bekir Özlü gewann Dawtjan noch einmal Bronze. Bei den Olympischen Spielen 2016 in Rio de Janeiro bezwang Dawtjan zunächst den Österreicher Ludwig Paischer und schied dann gegen Beslan Mudranow aus. Bei seiner letzten Europameisterschaftsteilnahme 2017 in Warschau schied Dawtjan in seinem Auftaktkampf gegen den Franzosen Cédric Revol aus.